# 54 Alexandra
Alexandra /ælɪɡˈzændrə, -ˈzɑːn-/ (định danh hành tinh vi hình: 54 Alexandra) là một tiểu hành tinh rất lớn và tối ở vành đai chính. Nó được nhà thiên văn học người Đức gốc Pháp Hermann M. S. Goldschmidt phát hiện ngày 10 tháng 9 năm 1858 và được đặt theo tên nhà thám hiểm người Đức Alexander von Humboldt. Nó cũng là tiểu hành tinh đầu tiên được đặt theo tên của một người đàn ông.
Ngày 17 tháng 5 năm 2005, tiểu hành tinh này đã che khuất một ngôi sao mờ nhạt (cấp sao biểu kiến 8,5). Sự kiện này đã được quan sát thấy ở nhiều nơi tại Hoa Kỳ và México. Theo kết quả nhìn nghiêng, nó tạo ra mặt cắt ngang hình trái xoan kích thước khoảng 160 × 135 km (± 1 km).